# Monreal del Campo
Monreal del Campo (aragónul Mont-reyal) település Spanyolországban, Teruel tartományban. Monreal del Campo Blancas, Torrijo del Campo, Rubielos de la Cérida, Bueña, Villafranca del Campo, Ojos Negros és Pozuel del Campo községekkel határos. Lakosainak száma 2541 fő (2024).

## Népesség
A település népessége az utóbbi években az alábbiak szerint változott:
| Lakosok száma | 2350 | 2391 | 2652 | 2744 | 2709 | 2636 | 2478 | 2434 | 2499 | 2541 |
|               | 2001 | 2004 | 2007 | 2009 | 2012 | 2014 | 2017 | 2019 | 2022 | 2024 |